# Saryschaghan
Saryschaghan (kasachisch Сарышаған) ist eine Siedlung im Gebiet Qaraghandy in Kasachstan.
Der Ort mit 4429 Einwohnern befindet sich im Süden der Kasachischen Schwelle am Nordufer des Balchaschsees und ist der Verwaltung der Stadt Balqasch unterstellt.
Postleitzahl: 100314.

## Geschichte
Die Siedlung wurde am 16. Juli 1954 in der Nähe des gleichnamigen 1958 in Betrieb gegangenen Versuchsgeländes für Raketen- und Flugzeugabwehr gegründet.